# Cristian Sava
Cristian Sava (n. 5 decembrie 1967, București, România) este un fost jucător român de fotbal a activat pe postul de fundaș.

## Activitate
- Rapid București (1989-1990)
- Rapid București (1990-1991)
- Dinamo București (1993-1994)
- FC Național București (1996-1997)